# Classi differenziali
Le classi differenziali erano delle classi scolastiche destinate ad alunni disabili o affetti da disturbi dell'apprendimento o problemi di socializzazione.
In Italia, le prime classi differenziali furono create all'inizio del XX secolo, a valle di un dibattito durato alcuni anni . Nel 1900, per esempio, a Torino vennero create presso la scuola Aurora delle "classi speciali per fanciulli deficienti", fino all'istituzione di intere scuole dove convogliare i cosiddetti "ritardati".
Esperienze analoghe si svilupparono in altri paesi europei: classes pour arriérés in Francia, clases de niños retardados in Spagna, Hilfclassen in Germania e special classes nel Regno Unito. Sotto il regime fascista la locuzione "classe differenziale" venne istituzionalizzata col testo unico sull'istruzione elementare, post-elementare e sulle sue opere d'integrazione, contenuto nel RD 577 del 5 febbraio 1928.. Il 31 dicembre 1962, con la legge 1859, il governo Fanfani IV istituisce la scuola media unificata. Contestualmente si ha un riordino della materia, con l'organizzazione di scuole differenziali per alunni affetti da disabilità gravi e classi differenziali destinate ad alunni con problemi di socializzazione o apprendimento. Il successivo DPR 1518 del 22 dicembre 1967 stabilisce all'articolo 30 che "soggetti che presentano anomalie o anormalità somato-psichiche che non consentono la regolare frequenza nelle scuole comuni e che abbisognano di particolare trattamento e assistenza medico-didattica sono indirizzati alle scuole speciali. I soggetti ipodotati intellettuali non gravi, disadattati ambientali, o soggetti con anomalie del comportamento, per i quali possa prevedersi il reinserimento nella scuola comune sono indirizzati alle classi differenziali".
La logica di separazione sottesa dal sistema delle classi e delle scuole differenziali venne aspramente criticata in una lotta sostenuta dai movimenti del Sessantotto, al punto che gli stessi operatori delle scuole differenziali spinsero i genitori degli alunni a tentare l'accesso alla scuola "normale". In tale contesto si inserirono le esperienze di Mirella Antonione Casale e don Lorenzo Milani e una serie di interventi legislativi di segno opposto: la legge 118 del 30 marzo 1971 (governo Colombo) stabilì l'inserimento nelle classi "normali" salvo handicap di particolare gravità e delle facilitazioni per l'accesso all'istruzione di "invalidi e mutilati civili".
Nel 1975 la commissione parlamentare guidata dalla senatrice democristiana Franca Falcucci pubblicò una relazione che affermava come:
- "una struttura scolastica idonea ad affrontare il problema dei ragazzi handicappati [...] non deve essere configurata in nessun modo come un nuovo tipo di scuola speciale o differenziale"
- la scuola dovesse "rapportare l'azione educativa alle potenzialità individuali di ogni allievo" e apparisse "la struttura più appropriata per far superare la condizione di emarginazione in cui altrimenti sarebbero condannati i bambini handicappati"
- il "criterio di valutazione dell'esito scolastico" dovesse "fare riferimento al grado di maturazione raggiunto dall'alunno sia globalmente sia a livello degli apprendimenti realizzati, superando il concetto rigido del voto o della pagella"
- le classi scolastiche dovessero avere una popolazione di 15-20 alunni, mentre le scuole non dovessero superare i 500 alunni e dovessero privilegiare il tempo pieno.

I principi enunciati dalla commissione Falcucci furono alla base della successiva legge 517 del 4 agosto 1977 (governo Andreotti III) che abolì le classi differenziali,(art 7 co. 10) individuando forme più articolate di integrazione. Lo stesso lavoro fu alla base della successiva legge 104 del 5 febbraio 1992 (governo Andreotti VII) che pone al centro l'integrazione e la creazione di un progetto di vita per il disabile che ne privilegi l'autonomia. Tali interventi riguardano ogni grado di istruzione e implicano il coinvolgimento di altri enti sociali.